# Unione Sportiva Lecce 1959-1960
Questa voce raccoglie le informazioni riguardanti l'Unione Sportiva Lecce nelle competizioni ufficiali della stagione 1959-1960.

## Divise
| Casa | Alternativa |

## Rosa
| N. |                   | Ruolo | Calciatore        |
| -- | ----------------- | ----- | ----------------- |
|    | Italia (bandiera) | P     | Dante Bendin      |
|    | Italia (bandiera) | P     | Marco Gortan      |
|    | Italia (bandiera) | D     | Osvaldo Biancardi |
|    | Italia (bandiera) | D     | Renzo Nicorini    |
|    | Italia (bandiera) | D     | Claudio De Valle  |
|    | Italia (bandiera) | D     | R. Greco          |
|    | Italia (bandiera) | D     | Gino De Vitis     |
|    | Italia (bandiera) | D     | Giovanni Remini   |

| N. |                   | Ruolo | Calciatore        |
| -- | ----------------- | ----- | ----------------- |
|    | Italia (bandiera) | C     | Berti             |
|    | Italia (bandiera) | C     | Nazzareno Cordone |
|    | Italia (bandiera) | C     | Angelo Maccagni   |
|    | Italia (bandiera) | C     | Carmelo Caus      |
|    | Italia (bandiera) | C     | Galdino Pinaroli  |
|    | Italia (bandiera) | A     | Francesco Arfuso  |
|    | Italia (bandiera) | A     | Cataldo Gambino   |
|    | Italia (bandiera) | A     | Aldo Novelli      |